# 恋の景色
『恋の景色』（こいのけしき）は、山田タマルのインディーズ2枚目のミニアルバム。

## 解説
2006年2月8日に江戸屋株式会社よりリリースされた。BMG JAPANからのメジャーデビュー2ヶ月前にリリースされた。
タイトルトラックの「恋の景色」はメジャー2枚目のシングル『秘密の静寂』カップリング曲として後にリアレンジされて再録されている。

## 収録曲
全作詞・作曲：山田タマル
1. 恋の景色
  - 編曲：akkin
2. 朝が来る
  - 編曲：吉田仁
3. 流星レター
  - 編曲：藤井丈司
4. 帰り道
  - 編曲：林有三
5. スカイライト
  - 編曲：小島大介